# Lotnisko Jeżów Sudecki
Lotnisko Jeżów Sudecki (kod ICAO: EPJS) – obsługuje Aeroklub Jeleniogórski. Lotnisko położone jest w Jeżowie Sudeckim na Szybowcowej Górze. Lotnisko posiada 6 pasów startowych. Na lotnisku kilkanaście razy do roku są organizowane zawody spadochronowe, szybowcowe, samolotowe. Lotnisko zostało wybudowane w 1924 jako szybowisko.